# Universidad Charles Darwin
La Universidad Charles Darwin (en inglés: Charles Darwin University) es una universidad localizada en Darwin, Territorio del Norte, Australia. Fue fundada en 2004. Su nombre es en homenaje al naturalista inglés Charles Darwin. Dispone de campus en otras ciudades del territorio, y también imparte educación primaria y secundaria en pequeños pueblos y aldeas, principalmente en asentamientos aborígenes.